# Angarozonium munsunum
Angarozonium munsunum är en mångfotingart som beskrevs av Mikhaljova, Golovatch och Wytwer 2000. Angarozonium munsunum ingår i släktet Angarozonium och familjen koppardubbelfotingar. Inga underarter finns listade i Catalogue of Life.